# 云南拟单性木兰
云南拟单性木兰（学名：Parakmeria yunnanensis）为木兰科拟单性木兰属下的一个种。种加词 yunnanensis 意为“云南的”。

## 图片

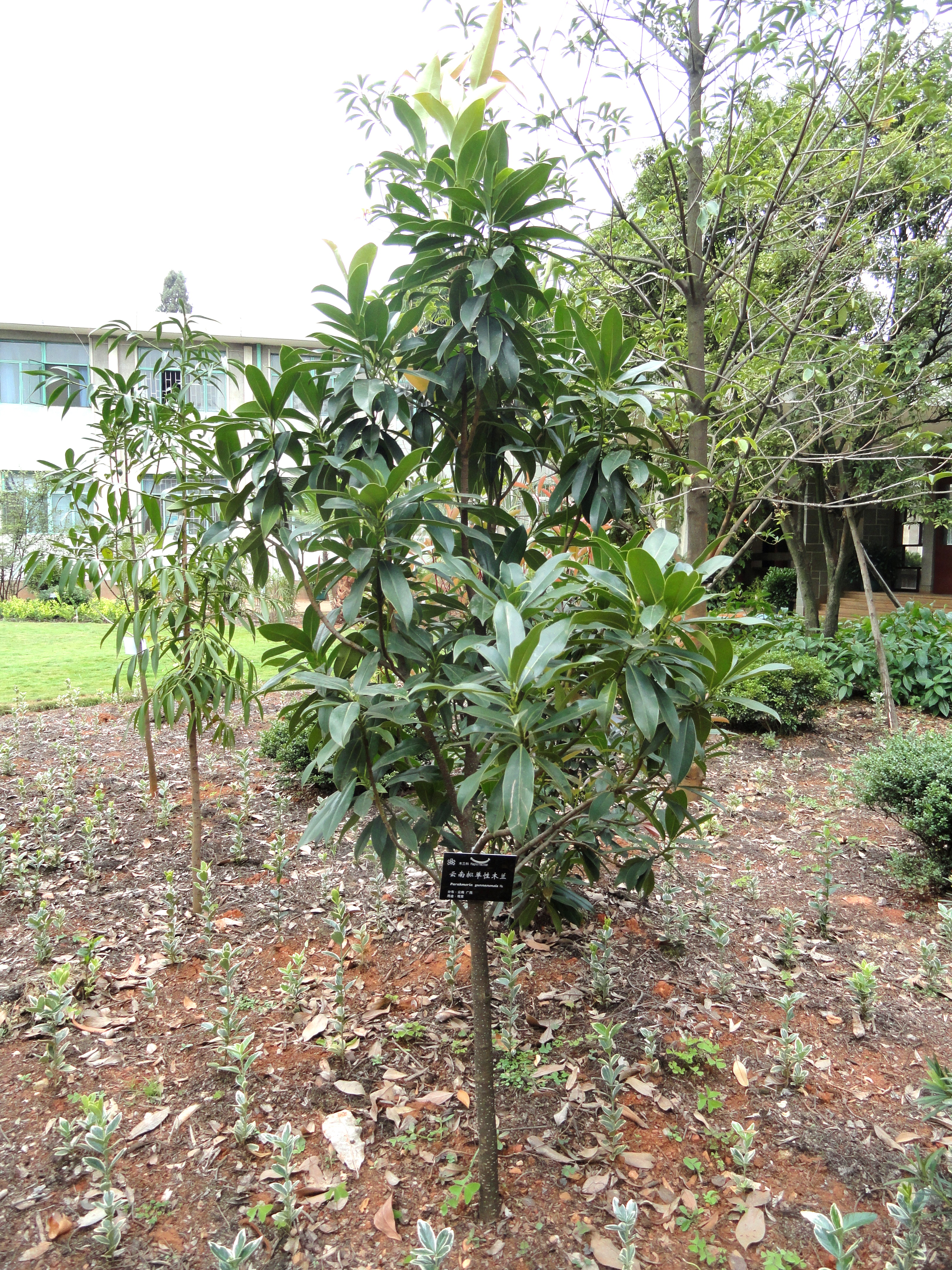
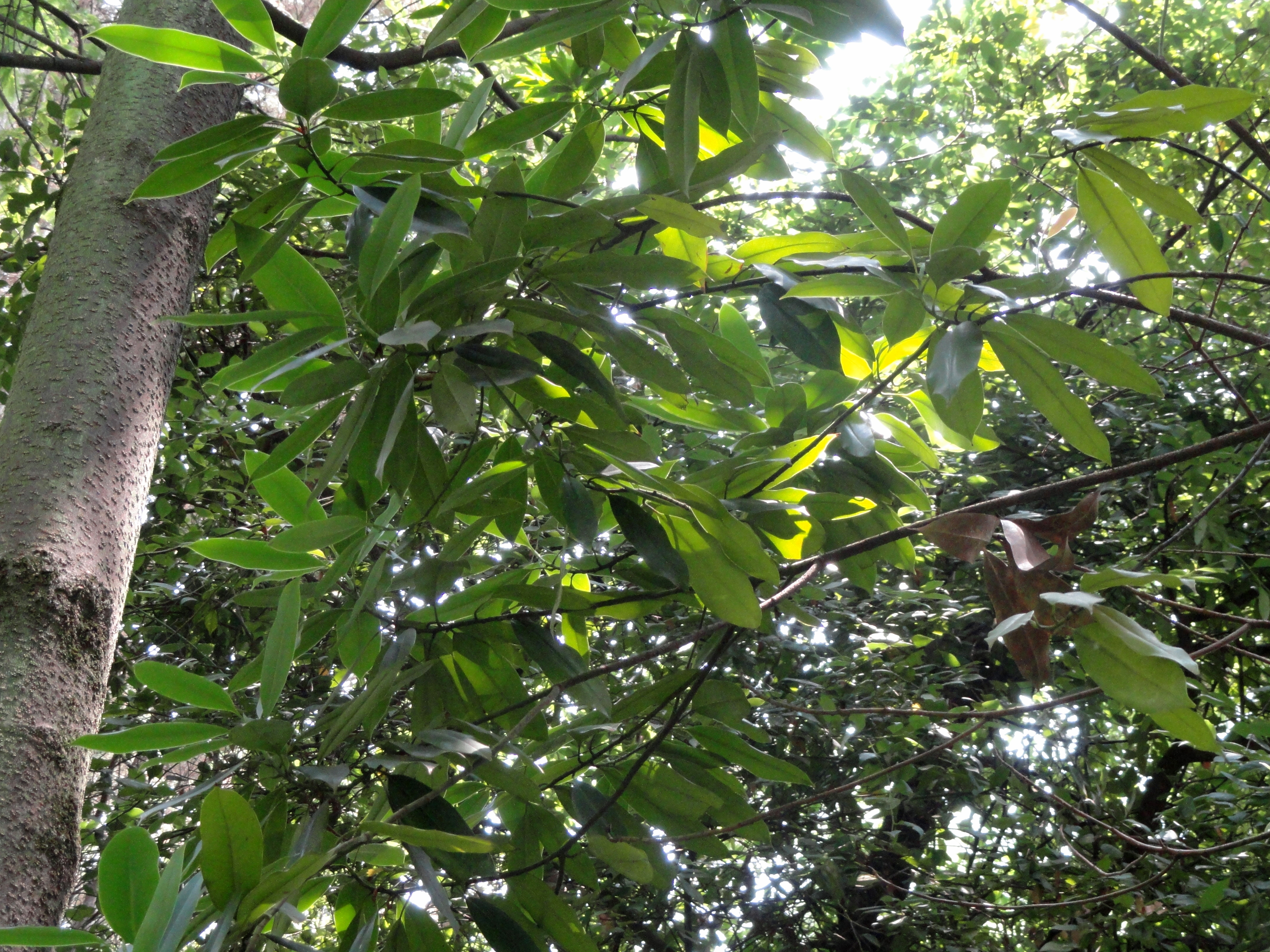
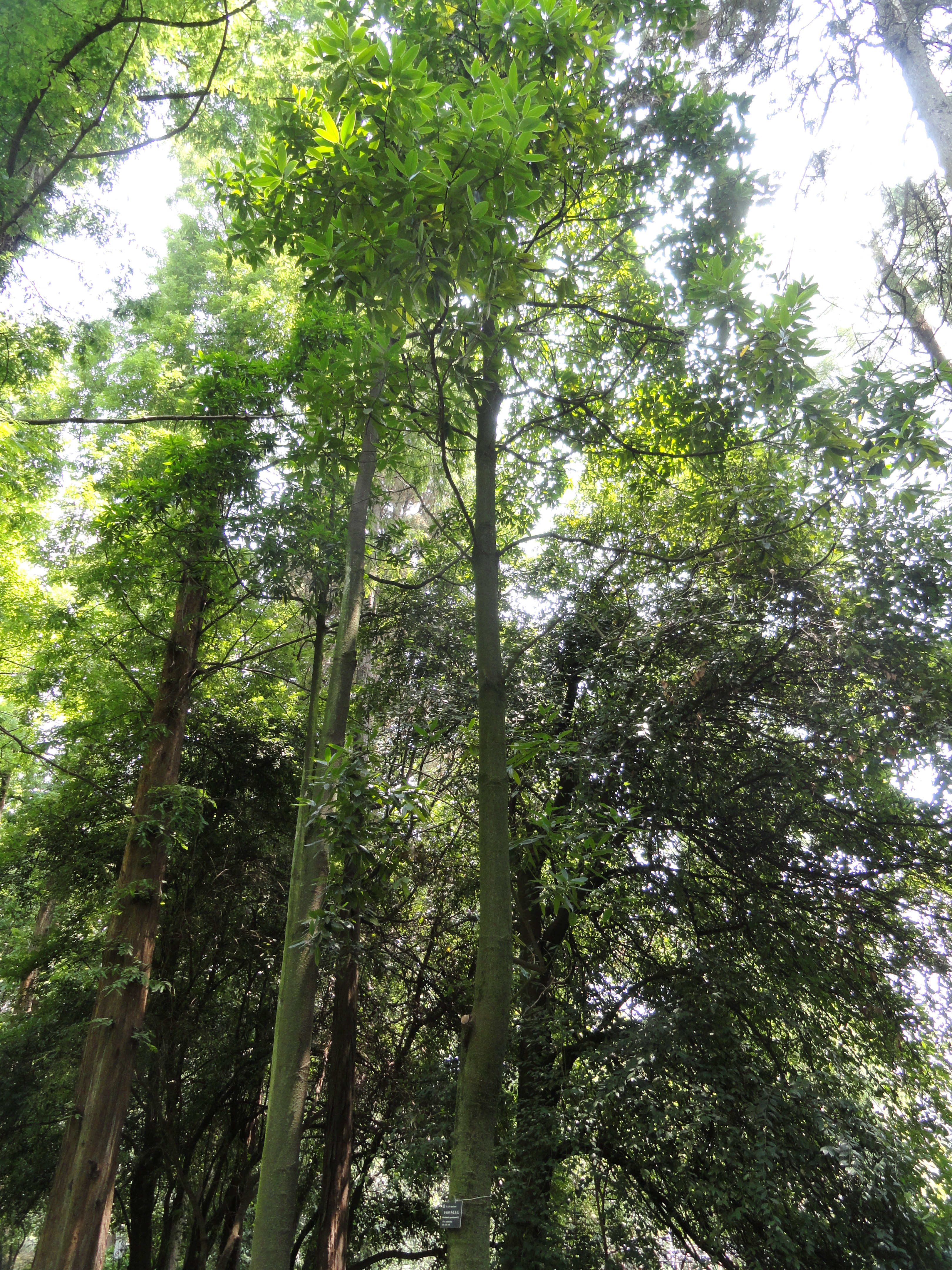